# Kurt Vogel (General, 1910)
Kurt Vogel (* 3. Februar 1910 in Potsdam; † 20. April 1995) war ein deutscher Kommunist, Interbrigadist und Offizier der Volkspolizei der DDR. Er war Generalmajor der Kasernierten Volkspolizei (KVP) und Kommandeur der KVP-Territorialverwaltung Süd.

## Leben
Als Sohn einer Arbeiterfamilie absolvierte Vogel nach seinem achtjährigen Schulbesuch ab 1924 eine Lehre zum Rohrleger und arbeitete in diesem Beruf bis 1932 mit zeitweiligen Unterbrechungen durch Erwerbslosigkeit. 1925 trat er dem Kommunistischen Jugendverband Deutschlands, 1926 dem Roten Frontkämpferbund (RFB) sowie 1928 der KPD bei. Wegen Vergehens gegen das Kriegsgeräte- und das Schusswaffengesetz wurde er 1932 zu eineinhalb Jahren Gefängnis verurteilt. Nach Verbüßung dieser Strafe wurde er in das KZ Lichtenburg überführt und im September 1935 entlassen. Er wurde sofort nach seiner Entlassung Mitglied der illegalen KPD-Leitung in Potsdam. 1936 emigrierte er auf Beschluss der KPD nach Prag, von wo er nach kurzem Aufenthalt im November 1936 nach Spanien ging und im Spanischen Bürgerkrieg als Capitän (Hauptmann) in der XI. Internationalen Brigade kämpfte. Während dieser Zeit war er Mitglied der Kommunistischen Partei Spaniens. Nach der Niederlage der republikanischen Kräfte wurde Vogel von 1939 bis 1941 in Frankreich interniert. Im März 1941 wurde er an die Gestapo nach Deutschland ausgeliefert. Aufgrund der illegalen Tätigkeit in Deutschland im Jahre 1936 wurde Vogel wegen Vorbereitung zum Hochverrat zu zweieinhalb Jahren Zuchthaus verurteilt. Diese Strafe verbüßte er im Zuchthaus Brandenburg und wurde im Anschluss daran in das KZ Buchenwald überführt, wo er bis zur Befreiung am 11. April 1945 war.
Bereits wenige Tage nach Kriegsende wurde Vogel von den Amerikanern am 15. Mai 1945 zum Leiter der Schutzpolizei in Weimar ernannt. Nach dem Abzug der Amerikaner aus Thüringen im Sommer 1945 meldete er sich bei der sowjetischen Kommandantur, wurde sofort wieder aktives Mitglied der KPD und erhielt Ende August 1945 die Erlaubnis nach seiner Heimatstadt Potsdam zurückzukehren. Dort wurde er zunächst zum Kommandeur der Schutzpolizei, dann im September 1945 zum Polizeipräsidenten ernannt. Von 1946 bis 1949 war er Leiter der Hauptabteilung Schutzpolizei bei der Deutschen Verwaltung des Innern (DVdI). Von 1949 bis 1950 absolvierte Vogel einen Sonderlehrgang in der Sowjetunion. Nach seiner Rückkehr war Vogel von 1950 bis 1952 Leiter der KVP-Bereitschaft (Tarnname für Regiment) Gotha, seit Juni 1952 als Chefinspekteur der Deutschen Volkspolizei und ab 1. Oktober 1952 als Generalmajor der KVP. 1952/53 war er Kommandeur der KVP-Territorialverwaltung (TV 3000) Dresden und vom 15. September 1953 bis 25. August 1954 Kommandeur der KVP-Territorialverwaltung (Militärbezirk) Süd mit Sitz in Leipzig. Am 1. November 1954 wurde er aus dem Dienst entlassen und durch Generalmajor Fritz Johne ersetzt.
Im September 1957 wurde er wieder bei der Deutschen Volkspolizei (DVP) eingestellt, kam zur Bereitschaftspolizei und wurde im Rang eines Oberstleutnants als Kommandeur der Lehrbereitschaft Potsdam eingesetzt.
Vogel lebte zuletzt als Parteiveteran in Bergholz-Rehbrücke bei Potsdam.

## Auszeichnungen
- 1958 Vaterländischer Verdienstorden in Silber
- 1975 Vaterländischer Verdienstorden in Gold
- 1980 Ehrenspange zum Vaterländischen Verdienstorden in Gold
- 1985 Orden Stern der Völkerfreundschaft in Gold